# Lista över fornlämningar i Åmåls kommun
Lista över fornlämningar i Åmåls kommun är en förteckning av ett urval av de fornlämningar som finns i Åmåls kommun.

## Edsleskog
| Namn                                    | Lämningstyp    | Tillkomsttid | Historisk indelning | Plats | Läge                 | ID-nr          | Bild                                      |
| --------------------------------------- | -------------- | ------------ | ------------------- | ----- | -------------------- | -------------- | ----------------------------------------- |
| Edsleskog 1:1                           | Stensättning   |              | Edsleskog, Dalsland |       | 59.047195, 12.422508 | 10165100010001 | Ladda upp en bild av detta fornminne      |
| Edsleskog 2:1                           | Stensättning   |              | Edsleskog, Dalsland |       | 59.032631, 12.426564 | 10165100020001 | Ladda upp en bild av detta fornminne      |
| Edsleskog 5:1                           | Stensättning   |              | Edsleskog, Dalsland |       | 59.053536, 12.444919 | 10165100050001 | Ladda upp en bild av detta fornminne      |
| Edsleskog 6:1                           | Röse           |              | Edsleskog, Dalsland |       | 59.007039, 12.444970 | 10165100060001 | Ladda upp en bild av detta fornminne      |
| Edsleskog 8:1                           | Stensättning   |              | Edsleskog, Dalsland |       | 59.034335, 12.489759 | 10165100080001 | Ladda upp en bild av detta fornminne      |
| Edsleskog 9:1                           | Stensättning   |              | Edsleskog, Dalsland |       | 59.041491, 12.487794 | 10165100090001 | Ladda upp en bild av detta fornminne      |
| Edsleskog 10:1                          | Röse           |              | Edsleskog, Dalsland |       | 59.046968, 12.489839 | 10165100100001 | Ladda upp en bild av detta fornminne      |
| Edsleskog 10:2                          | Stensättning   |              | Edsleskog, Dalsland |       | 59.047374, 12.490008 | 10165100100002 | Ladda upp en bild av detta fornminne      |
| Edsleskog 12:1                          | Stensättning   |              | Edsleskog, Dalsland |       | 59.048599, 12.481536 | 10165100120001 | Ladda upp en bild av detta fornminne      |
| Edsleskog 13:2                          | Stensättning   |              | Edsleskog, Dalsland |       | 59.029406, 12.499411 | 10165100130002 | Ladda upp en bild av detta fornminne      |
| Edsleskog 14:1                          | Röse           |              | Edsleskog, Dalsland |       | 59.033526, 12.499995 | 10165100140001 | Ladda upp en bild av detta fornminne      |
| Edsleskog 15:1                          | Röse           |              | Edsleskog, Dalsland |       | 59.033731, 12.498303 | 10165100150001 | Ladda upp en bild av detta fornminne      |
| Edsleskog 20:1                          | Stenkammargrav |              | Edsleskog, Dalsland |       | 59.039547, 12.506264 | 10165100200001 | Ladda upp en bild av detta fornminne      |
| Edsleskog 20:2                          | Stensättning   |              | Edsleskog, Dalsland |       | 59.039752, 12.506020 | 10165100200002 | Ladda upp en bild av detta fornminne      |
| Edsleskog 21:1                          | Stenkrets      |              | Edsleskog, Dalsland |       | 59.038458, 12.506345 | 10165100210001 | Ladda upp en bild av detta fornminne      |
| Edsleskog 21:2                          | Hög            |              | Edsleskog, Dalsland |       | 59.038596, 12.506355 | 10165100210002 | Ladda upp en bild av detta fornminne      |
| Edsleskog 22:1                          | Stensättning   |              | Edsleskog, Dalsland |       | 59.035586, 12.506889 | 10165100220001 | Ladda upp en bild av detta fornminne      |
| Edsleskog 24:1                          | Stenkammargrav |              | Edsleskog, Dalsland |       | 59.117227, 12.549883 | 10165100240001 | Ladda upp en bild av detta fornminne      |
| Edsleskog 29:1                          | Stensättning   |              | Edsleskog, Dalsland |       | 59.036054, 12.442671 | 10165100290001 | Ladda upp en bild av detta fornminne      |
| Edsleskog 32:1                          | Stensättning   |              | Edsleskog, Dalsland |       | 59.033122, 12.495208 | 10165100320001 | Ladda upp en bild av detta fornminne      |
| Edsleskog 36:1                          | Stensättning   |              | Edsleskog, Dalsland |       | 59.045723, 12.488321 | 10165100360001 | Ladda upp en bild av detta fornminne      |
| Edsleskog 40:1                          | Stensättning   |              | Edsleskog, Dalsland |       | 59.056477, 12.468380 | 10165100400001 | Ladda upp en bild av detta fornminne      |
| Edsleskog 44:1                          | Stensättning   |              | Edsleskog, Dalsland |       | 59.047221, 12.488931 | 10165100440001 | Ladda upp en bild av detta fornminne      |
| Edsleskogs gamla kyrka (Edsleskog 49:1) | Kyrka/kapell   |              | Edsleskog, Dalsland |       | 59.057263, 12.464666 | 10165100490001 | Ladda upp en till bild av detta fornminne |
| Edsleskog 60:1                          | Stensättning   |              | Edsleskog, Dalsland |       | 59.037313, 12.443296 | 10165100600001 | Ladda upp en bild av detta fornminne      |
| Edsleskog 61:1                          | Stensättning   |              | Edsleskog, Dalsland |       | 59.036707, 12.442906 | 10165100610001 | Ladda upp en bild av detta fornminne      |

## Fröskog
| Namn                        | Lämningstyp    | Tillkomsttid | Historisk indelning | Plats | Läge                 | ID-nr          | Bild                                 |
| --------------------------- | -------------- | ------------ | ------------------- | ----- | -------------------- | -------------- | ------------------------------------ |
| Österby slott (Fröskog 1:1) | Fornborg       |              | Fröskog, Dalsland   |       | 58.963767, 12.517471 | 10166300010001 | Ladda upp en bild av detta fornminne |
| Fröskog 2:1                 | Stenkammargrav |              | Fröskog, Dalsland   |       | 58.998003, 12.441053 | 10166300020001 | Ladda upp en bild av detta fornminne |
| Fröskog 3:1                 | Hällristning   |              | Fröskog, Dalsland   |       | 59.001258, 12.442467 | 10166300030001 | Ladda upp en bild av detta fornminne |
| Fröskog 31:1                | Stensättning   |              | Fröskog, Dalsland   |       | 58.981348, 12.494032 | 10166300310001 | Ladda upp en bild av detta fornminne |
| Fröskog 61:1                | Hällristning   |              | Fröskog, Dalsland   |       | 59.002343, 12.444803 | 10166300610001 | Ladda upp en bild av detta fornminne |
| Fröskog 61:2                | Hällristning   |              | Fröskog, Dalsland   |       | 59.002203, 12.445134 | 10166300610002 | Ladda upp en bild av detta fornminne |
| Fröskog 61:3                | Hällristning   |              | Fröskog, Dalsland   |       | 59.002250, 12.445145 | 10166300610003 | Ladda upp en bild av detta fornminne |
| Fröskog 62:1                | Hällristning   |              | Fröskog, Dalsland   |       | 59.000772, 12.442859 | 10166300620001 | Ladda upp en bild av detta fornminne |
| Fröskog 62:2                | Hällristning   |              | Fröskog, Dalsland   |       | 59.000407, 12.442854 | 10166300620002 | Ladda upp en bild av detta fornminne |
| Fröskog 62:3                | Hällristning   |              | Fröskog, Dalsland   |       | 59.000535, 12.442522 | 10166300620003 | Ladda upp en bild av detta fornminne |

## Mo
| Namn    | Lämningstyp    | Tillkomsttid | Historisk indelning | Plats | Läge                 | ID-nr          | Bild                                 |
| ------- | -------------- | ------------ | ------------------- | ----- | -------------------- | -------------- | ------------------------------------ |
| Mo 3:1  | Röse           |              | Mo, Dalsland        |       | 59.117795, 12.677964 | 10173600030001 | Ladda upp en bild av detta fornminne |
| Mo 4:1  | Stensättning   |              | Mo, Dalsland        |       | 59.088428, 12.672340 | 10173600040001 | Ladda upp en bild av detta fornminne |
| Mo 6:1  | Stenkammargrav |              | Mo, Dalsland        |       | 59.084106, 12.648811 | 10173600060001 | Ladda upp en bild av detta fornminne |
| Mo 6:2  | Stenkammargrav |              | Mo, Dalsland        |       | 59.084071, 12.648463 | 10173600060002 | Ladda upp en bild av detta fornminne |
| Mo 13:1 | Stensättning   |              | Mo, Dalsland        |       | 59.138469, 12.664916 | 10173600130001 | Ladda upp en bild av detta fornminne |
| Mo 16:1 | Stensättning   |              | Mo, Dalsland        |       | 59.113709, 12.641307 | 10173600160001 | Ladda upp en bild av detta fornminne |
| Mo 16:2 | Hög            |              | Mo, Dalsland        |       | 59.113923, 12.641630 | 10173600160002 | Ladda upp en bild av detta fornminne |
| Mo 19:1 | Stensättning   |              | Mo, Dalsland        |       | 59.113516, 12.661796 | 10173600190001 | Ladda upp en bild av detta fornminne |

## Tydje
| Namn                   | Lämningstyp    | Tillkomsttid | Historisk indelning | Plats | Läge                 | ID-nr          | Bild                                 |
| ---------------------- | -------------- | ------------ | ------------------- | ----- | -------------------- | -------------- | ------------------------------------ |
| Tydje 1:1              | Gravfält       |              | Tydje, Dalsland     |       | 58.954783, 12.615883 | 10180500010001 | Ladda upp en bild av detta fornminne |
| Tydje 2:1              | Hög            |              | Tydje, Dalsland     |       | 58.953313, 12.616667 | 10180500020001 | Ladda upp en bild av detta fornminne |
| Tydje 4:1              | Stensättning   |              | Tydje, Dalsland     |       | 58.960332, 12.627211 | 10180500040001 | Ladda upp en bild av detta fornminne |
| Tydje 4:2              | Stensättning   |              | Tydje, Dalsland     |       | 58.960177, 12.626953 | 10180500040002 | Ladda upp en bild av detta fornminne |
| Tydje 4:3              | Stensättning   |              | Tydje, Dalsland     |       | 58.960549, 12.627463 | 10180500040003 | Ladda upp en bild av detta fornminne |
| Tydje 5:1              | Stensättning   |              | Tydje, Dalsland     |       | 58.959532, 12.626135 | 10180500050001 | Ladda upp en bild av detta fornminne |
| Tydje 6:1              | Gravfält       |              | Tydje, Dalsland     |       | 58.961171, 12.627343 | 10180500060001 | Ladda upp en bild av detta fornminne |
| Tydje 7:1              | Stensättning   |              | Tydje, Dalsland     |       | 58.960358, 12.628283 | 10180500070001 | Ladda upp en bild av detta fornminne |
| Tydje 8:1              | Röse           |              | Tydje, Dalsland     |       | 58.960790, 12.629619 | 10180500080001 | Ladda upp en bild av detta fornminne |
| Tydje 8:2              | Stenkammargrav |              | Tydje, Dalsland     |       | 58.960417, 12.630047 | 10180500080002 | Ladda upp en bild av detta fornminne |
| Tydje 8:3              | Stensättning   |              | Tydje, Dalsland     |       | 58.960402, 12.630684 | 10180500080003 | Ladda upp en bild av detta fornminne |
| Tydje 9:1              | Stensättning   |              | Tydje, Dalsland     |       | 58.960946, 12.628667 | 10180500090001 | Ladda upp en bild av detta fornminne |
| Tydje 11:1             | Gravfält       |              | Tydje, Dalsland     |       | 58.961882, 12.632065 | 10180500110001 | Ladda upp en bild av detta fornminne |
| Tydje 13:1             | Gravfält       |              | Tydje, Dalsland     |       | 58.960046, 12.631486 | 10180500130001 | Ladda upp en bild av detta fornminne |
| Tydje 14:1             | Gravfält       |              | Tydje, Dalsland     |       | 58.957692, 12.630613 | 10180500140001 | Ladda upp en bild av detta fornminne |
| Tydje 15:1             | Stensättning   |              | Tydje, Dalsland     |       | 58.957138, 12.630424 | 10180500150001 | Ladda upp en bild av detta fornminne |
| Tydje 15:2             | Stensättning   |              | Tydje, Dalsland     |       | 58.957166, 12.630134 | 10180500150002 | Ladda upp en bild av detta fornminne |
| Tydje 16:1             | Hög            |              | Tydje, Dalsland     |       | 58.963598, 12.602084 | 10180500160001 | Ladda upp en bild av detta fornminne |
| Tydje 17:1             | Stensättning   |              | Tydje, Dalsland     |       | 58.962216, 12.601467 | 10180500170001 | Ladda upp en bild av detta fornminne |
| Tydje 19:1             | Gravfält       |              | Tydje, Dalsland     |       | 58.957314, 12.604316 | 10180500190001 | Ladda upp en bild av detta fornminne |
| Tydje 20:1             | Hög            |              | Tydje, Dalsland     |       | 58.956040, 12.603569 | 10180500200001 | Ladda upp en bild av detta fornminne |
| Tydje 20:2             | Hög            |              | Tydje, Dalsland     |       | 58.956238, 12.603671 | 10180500200002 | Ladda upp en bild av detta fornminne |
| Tydje 22:1             | Stensättning   |              | Tydje, Dalsland     |       | 58.968744, 12.614047 | 10180500220001 | Ladda upp en bild av detta fornminne |
| Tydje 23:1             | Röse           |              | Tydje, Dalsland     |       | 58.944169, 12.612295 | 10180500230001 | Ladda upp en bild av detta fornminne |
| Tydje 24:1             | Gravfält       |              | Tydje, Dalsland     |       | 58.944884, 12.602870 | 10180500240001 | Ladda upp en bild av detta fornminne |
| Tydje 25:1             | Stensättning   |              | Tydje, Dalsland     |       | 58.944191, 12.627696 | 10180500250001 | Ladda upp en bild av detta fornminne |
| Tydje 25:2             | Stensättning   |              | Tydje, Dalsland     |       | 58.944074, 12.627815 | 10180500250002 | Ladda upp en bild av detta fornminne |
| Tydje 26:1             | Stensättning   |              | Tydje, Dalsland     |       | 58.953301, 12.632348 | 10180500260001 | Ladda upp en bild av detta fornminne |
| Tydje 30:1             | Röse           |              | Tydje, Dalsland     |       | 58.929947, 12.653762 | 10180500300001 | Ladda upp en bild av detta fornminne |
| Tydje 31:1             | Röse           |              | Tydje, Dalsland     |       | 58.941490, 12.632687 | 10180500310001 | Ladda upp en bild av detta fornminne |
| Tydje 32:1             | Röse           |              | Tydje, Dalsland     |       | 58.931901, 12.660920 | 10180500320001 | Ladda upp en bild av detta fornminne |
| Tydje 33:1             | Röse           |              | Tydje, Dalsland     |       | 58.934556, 12.675074 | 10180500330001 | Ladda upp en bild av detta fornminne |
| Tydje 34:1             | Röse           |              | Tydje, Dalsland     |       | 58.923495, 12.666723 | 10180500340001 | Ladda upp en bild av detta fornminne |
| Tydje 35:1             | Stensättning   |              | Tydje, Dalsland     |       | 58.925426, 12.656012 | 10180500350001 | Ladda upp en bild av detta fornminne |
| Tydje 35:2             | Stensättning   |              | Tydje, Dalsland     |       | 58.925333, 12.656808 | 10180500350002 | Ladda upp en bild av detta fornminne |
| Tydje 37:1             | Stensättning   |              | Tydje, Dalsland     |       | 58.933648, 12.612407 | 10180500370001 | Ladda upp en bild av detta fornminne |
| Tydje 38:1             | Stensättning   |              | Tydje, Dalsland     |       | 58.932773, 12.611820 | 10180500380001 | Ladda upp en bild av detta fornminne |
| Tydje 38:2             | Stensättning   |              | Tydje, Dalsland     |       | 58.932922, 12.612190 | 10180500380002 | Ladda upp en bild av detta fornminne |
| Tydje 39:1             | Stensättning   |              | Tydje, Dalsland     |       | 58.932530, 12.611216 | 10180500390001 | Ladda upp en bild av detta fornminne |
| Tydje 39:2             | Stensättning   |              | Tydje, Dalsland     |       | 58.932649, 12.611248 | 10180500390002 | Ladda upp en bild av detta fornminne |
| Tydje 40:1             | Röse           |              | Tydje, Dalsland     |       | 58.933720, 12.627142 | 10180500400001 | Ladda upp en bild av detta fornminne |
| Tydje 42:1             | Röse           |              | Tydje, Dalsland     |       | 58.957762, 12.589796 | 10180500420001 | Ladda upp en bild av detta fornminne |
| Tydje 42:2             | Röse           |              | Tydje, Dalsland     |       | 58.957597, 12.589954 | 10180500420002 | Ladda upp en bild av detta fornminne |
| Tydje 43:1             | Stensättning   |              | Tydje, Dalsland     |       | 58.957530, 12.591654 | 10180500430001 | Ladda upp en bild av detta fornminne |
| Tydje 44:1             | Röse           |              | Tydje, Dalsland     |       | 58.957876, 12.587654 | 10180500440001 | Ladda upp en bild av detta fornminne |
| Tydje 45:1             | Röse           |              | Tydje, Dalsland     |       | 58.958211, 12.584721 | 10180500450001 | Ladda upp en bild av detta fornminne |
| Tydje 45:3             | Stensättning   |              | Tydje, Dalsland     |       | 58.958013, 12.584566 | 10180500450003 | Ladda upp en bild av detta fornminne |
| Tydje 46:1             | Röse           |              | Tydje, Dalsland     |       | 58.947916, 12.587831 | 10180500460001 | Ladda upp en bild av detta fornminne |
| Tydje 48:1             | Stensättning   |              | Tydje, Dalsland     |       | 58.922186, 12.647043 | 10180500480001 | Ladda upp en bild av detta fornminne |
| Slädekärr (Tydje 49:1) | Röse           |              | Tydje, Dalsland     |       | 58.923066, 12.647837 | 10180500490001 | Ladda upp en bild av detta fornminne |
| Slädekärr (Tydje 49:2) | Stensättning   |              | Tydje, Dalsland     |       | 58.923170, 12.647979 | 10180500490002 | Ladda upp en bild av detta fornminne |
| Tydje 50:1             | Stensättning   |              | Tydje, Dalsland     |       | 58.928235, 12.639063 | 10180500500001 | Ladda upp en bild av detta fornminne |
| Tydje 50:2             | Röse           |              | Tydje, Dalsland     |       | 58.928367, 12.639221 | 10180500500002 | Ladda upp en bild av detta fornminne |
| Tydje 56:1             | Stenkammargrav |              | Tydje, Dalsland     |       | 58.927244, 12.598400 | 10180500560001 | Ladda upp en bild av detta fornminne |
| Tydje 74:1             | Hällristning   |              | Tydje, Dalsland     |       | 58.961070, 12.624294 | 10180500740001 | Ladda upp en bild av detta fornminne |
| Tydje 75:1             | Hällristning   |              | Tydje, Dalsland     |       | 58.960723, 12.623335 | 10180500750001 | Ladda upp en bild av detta fornminne |
| Tydje 76:1             | Stensättning   |              | Tydje, Dalsland     |       | 58.947295, 12.664892 | 10180500760001 | Ladda upp en bild av detta fornminne |
| Tydje 76:2             | Stensättning   |              | Tydje, Dalsland     |       | 58.947460, 12.665081 | 10180500760002 | Ladda upp en bild av detta fornminne |
| Tydje 79:1             | Stensättning   |              | Tydje, Dalsland     |       | 58.964872, 12.597952 | 10180500790001 | Ladda upp en bild av detta fornminne |
| Tydje 80:1             | Stensättning   |              | Tydje, Dalsland     |       | 58.962511, 12.589801 | 10180500800001 | Ladda upp en bild av detta fornminne |
| Tydje 81:1             | Stensättning   |              | Tydje, Dalsland     |       | 58.961393, 12.589606 | 10180500810001 | Ladda upp en bild av detta fornminne |
| Tydje 82:1             | Stensättning   |              | Tydje, Dalsland     |       | 58.959557, 12.590195 | 10180500820001 | Ladda upp en bild av detta fornminne |
| Tydje 83:1             | Stensättning   |              | Tydje, Dalsland     |       | 58.960668, 12.606219 | 10180500830001 | Ladda upp en bild av detta fornminne |
| Tydje 84:1             | Stensättning   |              | Tydje, Dalsland     |       | 58.952269, 12.603413 | 10180500840001 | Ladda upp en bild av detta fornminne |
| Tydje 86:1             | Stensättning   |              | Tydje, Dalsland     |       | 58.941044, 12.607484 | 10180500860001 | Ladda upp en bild av detta fornminne |
| Tydje 86:2             | Stensättning   |              | Tydje, Dalsland     |       | 58.941138, 12.607620 | 10180500860002 | Ladda upp en bild av detta fornminne |
| Tydje 88:1             | Röse           |              | Tydje, Dalsland     |       | 58.940457, 12.638079 | 10180500880001 | Ladda upp en bild av detta fornminne |
| Tydje 91:1             | Röse           |              | Tydje, Dalsland     |       | 58.929776, 12.640395 | 10180500910001 | Ladda upp en bild av detta fornminne |
| Tydje 91:2             | Stensättning   |              | Tydje, Dalsland     |       | 58.929711, 12.640163 | 10180500910002 | Ladda upp en bild av detta fornminne |
| Tydje 92:1             | Stensättning   |              | Tydje, Dalsland     |       | 58.941045, 12.623706 | 10180500920001 | Ladda upp en bild av detta fornminne |
| Tydje 93:1             | Stensättning   |              | Tydje, Dalsland     |       | 58.942075, 12.623254 | 10180500930001 | Ladda upp en bild av detta fornminne |
| Tydje 94:1             | Stensättning   |              | Tydje, Dalsland     |       | 58.942004, 12.611920 | 10180500940001 | Ladda upp en bild av detta fornminne |
| Tydje 94:2             | Stensättning   |              | Tydje, Dalsland     |       | 58.942057, 12.611769 | 10180500940002 | Ladda upp en bild av detta fornminne |
| Tydje 94:3             | Stensättning   |              | Tydje, Dalsland     |       | 58.942103, 12.611565 | 10180500940003 | Ladda upp en bild av detta fornminne |
| Tydje 94:4             | Stensättning   |              | Tydje, Dalsland     |       | 58.941951, 12.611679 | 10180500940004 | Ladda upp en bild av detta fornminne |
| Tydje 95:1             | Hög            |              | Tydje, Dalsland     |       | 58.941344, 12.613743 | 10180500950001 | Ladda upp en bild av detta fornminne |
| Tydje 95:2             | Stensättning   |              | Tydje, Dalsland     |       | 58.941179, 12.613755 | 10180500950002 | Ladda upp en bild av detta fornminne |
| Tydje 95:3             | Stensättning   |              | Tydje, Dalsland     |       | 58.940962, 12.613410 | 10180500950003 | Ladda upp en bild av detta fornminne |
| Tydje 98:1             | Stensättning   |              | Tydje, Dalsland     |       | 58.930524, 12.612789 | 10180500980001 | Ladda upp en bild av detta fornminne |
| Tydje 100:1            | Stensättning   |              | Tydje, Dalsland     |       | 58.942297, 12.633876 | 10180501000001 | Ladda upp en bild av detta fornminne |
| Tydje 105:1            | Stensättning   |              | Tydje, Dalsland     |       | 58.917013, 12.601375 | 10180501050001 | Ladda upp en bild av detta fornminne |
| Tydje 110:1            | Stensättning   |              | Tydje, Dalsland     |       | 58.922786, 12.592570 | 10180501100001 | Ladda upp en bild av detta fornminne |
| Tydje 111:1            | Stenkammargrav |              | Tydje, Dalsland     |       | 58.957640, 12.623876 | 10180501110001 | Ladda upp en bild av detta fornminne |
| Tydje 113:1            | Stensättning   |              | Tydje, Dalsland     |       | 58.959083, 12.631094 | 10180501130001 | Ladda upp en bild av detta fornminne |
| Tydje 115:1            | Stensättning   |              | Tydje, Dalsland     |       | 58.933308, 12.610860 | 10180501150001 | Ladda upp en bild av detta fornminne |
| Tydje 115:2            | Stensättning   |              | Tydje, Dalsland     |       | 58.933317, 12.610603 | 10180501150002 | Ladda upp en bild av detta fornminne |
| Tydje 118:1            | Stensättning   |              | Tydje, Dalsland     |       | 58.958041, 12.624571 | 10180501180001 | Ladda upp en bild av detta fornminne |

## Tösse
| Namn                              | Lämningstyp             | Tillkomsttid | Historisk indelning | Plats | Läge                 | ID-nr          | Bild                                 |
| --------------------------------- | ----------------------- | ------------ | ------------------- | ----- | -------------------- | -------------- | ------------------------------------ |
| Tösse 1:1                         | Röse                    |              | Tösse, Dalsland     |       | 58.964522, 12.632785 | 10181000010001 | Ladda upp en bild av detta fornminne |
| Tösse 2:1                         | Röse                    |              | Tösse, Dalsland     |       | 58.972177, 12.635885 | 10181000020001 | Ladda upp en bild av detta fornminne |
| Tösse 3:1                         | Gravfält                |              | Tösse, Dalsland     |       | 58.971487, 12.634779 | 10181000030001 | Ladda upp en bild av detta fornminne |
| Tösse 4:1                         | Stensättning            |              | Tösse, Dalsland     |       | 58.974850, 12.644125 | 10181000040001 | Ladda upp en bild av detta fornminne |
| Tösse 5:1                         | Stensättning            |              | Tösse, Dalsland     |       | 58.966493, 12.642411 | 10181000050001 | Ladda upp en bild av detta fornminne |
| Tösse 5:2                         | Stensättning            |              | Tösse, Dalsland     |       | 58.966329, 12.642218 | 10181000050002 | Ladda upp en bild av detta fornminne |
| Tösse 5:3                         | Stensättning            |              | Tösse, Dalsland     |       | 58.966171, 12.641932 | 10181000050003 | Ladda upp en bild av detta fornminne |
| Tösse 6:1                         | Röse                    |              | Tösse, Dalsland     |       | 58.968596, 12.646528 | 10181000060001 | Ladda upp en bild av detta fornminne |
| Tösse 7:1                         | Stensättning            |              | Tösse, Dalsland     |       | 58.970480, 12.649435 | 10181000070001 | Ladda upp en bild av detta fornminne |
| Tösse 8:1                         | Röse                    |              | Tösse, Dalsland     |       | 58.962590, 12.664160 | 10181000080001 | Ladda upp en bild av detta fornminne |
| Tösse 9:1                         | Stensättning            |              | Tösse, Dalsland     |       | 58.984688, 12.644899 | 10181000090001 | Ladda upp en bild av detta fornminne |
| Tösse 9:2                         | Stensättning            |              | Tösse, Dalsland     |       | 58.984554, 12.644657 | 10181000090002 | Ladda upp en bild av detta fornminne |
| Tösse 9:3                         | Stensättning            |              | Tösse, Dalsland     |       | 58.984405, 12.644045 | 10181000090003 | Ladda upp en bild av detta fornminne |
| Tösse 11:1                        | Röse                    |              | Tösse, Dalsland     |       | 58.993559, 12.638757 | 10181000110001 | Ladda upp en bild av detta fornminne |
| Tösse 11:2                        | Stensättning            |              | Tösse, Dalsland     |       | 58.993540, 12.638453 | 10181000110002 | Ladda upp en bild av detta fornminne |
| Tösse 12:1                        | Stensättning            |              | Tösse, Dalsland     |       | 59.015892, 12.634157 | 10181000120001 | Ladda upp en bild av detta fornminne |
| Tösse 12:2                        | Stensättning            |              | Tösse, Dalsland     |       | 59.016013, 12.634145 | 10181000120002 | Ladda upp en bild av detta fornminne |
| Tösse 13:1                        | Stensättning            |              | Tösse, Dalsland     |       | 59.028320, 12.624768 | 10181000130001 | Ladda upp en bild av detta fornminne |
| Tösse 14:1                        | Stenkammargrav          |              | Tösse, Dalsland     |       | 59.028930, 12.624135 | 10181000140001 | Ladda upp en bild av detta fornminne |
| Tösse 14:2                        | Stenkammargrav          |              | Tösse, Dalsland     |       | 59.028805, 12.624082 | 10181000140002 | Ladda upp en bild av detta fornminne |
| Tösse 15:1                        | Stensättning            |              | Tösse, Dalsland     |       | 59.006644, 12.605629 | 10181000150001 | Ladda upp en bild av detta fornminne |
| Tösse 15:2                        | Stensättning            |              | Tösse, Dalsland     |       | 59.006717, 12.605831 | 10181000150002 | Ladda upp en bild av detta fornminne |
| Tösse 16:1                        | Röse                    |              | Tösse, Dalsland     |       | 58.991733, 12.592976 | 10181000160001 | Ladda upp en bild av detta fornminne |
| Tösse 16:2                        | Röse                    |              | Tösse, Dalsland     |       | 58.991811, 12.593609 | 10181000160002 | Ladda upp en bild av detta fornminne |
| Tösse 16:3                        | Röse                    |              | Tösse, Dalsland     |       | 58.991993, 12.593407 | 10181000160003 | Ladda upp en bild av detta fornminne |
| Tösse 16:4                        | Stensättning            |              | Tösse, Dalsland     |       | 58.992100, 12.593262 | 10181000160004 | Ladda upp en bild av detta fornminne |
| Tösse 17:1                        | Stensättning            |              | Tösse, Dalsland     |       | 58.999940, 12.602962 | 10181000170001 | Ladda upp en bild av detta fornminne |
| Tösse 17:2                        | Stensättning            |              | Tösse, Dalsland     |       | 58.999924, 12.602730 | 10181000170002 | Ladda upp en bild av detta fornminne |
| Tösse 17:3                        | Stensättning            |              | Tösse, Dalsland     |       | 59.000015, 12.603749 | 10181000170003 | Ladda upp en bild av detta fornminne |
| Tösse 17:4                        | Stensättning            |              | Tösse, Dalsland     |       | 59.000090, 12.603326 | 10181000170004 | Ladda upp en bild av detta fornminne |
| Tösse 18:1                        | Stenkammargrav          |              | Tösse, Dalsland     |       | 58.977685, 12.590775 | 10181000180001 | Ladda upp en bild av detta fornminne |
| Tösse 19:1                        | Stensättning            |              | Tösse, Dalsland     |       | 58.969864, 12.599710 | 10181000190001 | Ladda upp en bild av detta fornminne |
| Tösse 19:2                        | Stensättning            |              | Tösse, Dalsland     |       | 58.970046, 12.600323 | 10181000190002 | Ladda upp en bild av detta fornminne |
| Tösse 20:1                        | Stenkammargrav          |              | Tösse, Dalsland     |       | 58.970604, 12.594201 | 10181000200001 | Ladda upp en bild av detta fornminne |
| Tösse 21:1                        | Begravningsplats        |              | Tösse, Dalsland     |       | 58.982532, 12.627622 | 10181000210001 | Ladda upp en bild av detta fornminne |
| Tösse 22:1                        | Stensättning            |              | Tösse, Dalsland     |       | 58.985512, 12.591126 | 10181000220001 | Ladda upp en bild av detta fornminne |
| Tösse 22:2                        | Stensättning            |              | Tösse, Dalsland     |       | 58.985638, 12.591241 | 10181000220002 | Ladda upp en bild av detta fornminne |
| Tösse 22:3                        | Stensättning            |              | Tösse, Dalsland     |       | 58.985523, 12.590886 | 10181000220003 | Ladda upp en bild av detta fornminne |
| Tösse 23:1                        | Stensättning            |              | Tösse, Dalsland     |       | 58.985181, 12.591347 | 10181000230001 | Ladda upp en bild av detta fornminne |
| Tösse 23:2                        | Stensättning            |              | Tösse, Dalsland     |       | 58.985011, 12.591411 | 10181000230002 | Ladda upp en bild av detta fornminne |
| Helga Gråkollas borg (Tösse 24:1) | Fornborg                |              | Tösse, Dalsland     |       | 58.968120, 12.682630 | 10181000240001 | Ladda upp en bild av detta fornminne |
| Tösse 25:1                        | Röse                    |              | Tösse, Dalsland     |       | 58.970973, 12.690610 | 10181000250001 | Ladda upp en bild av detta fornminne |
| Tösse 26:1                        | Röse                    |              | Tösse, Dalsland     |       | 58.970490, 12.691477 | 10181000260001 | Ladda upp en bild av detta fornminne |
| Tösse 27:1                        | Stensättning            |              | Tösse, Dalsland     |       | 58.971974, 12.691998 | 10181000270001 | Ladda upp en bild av detta fornminne |
| Tösse 28:1                        | Fornborg                |              | Tösse, Dalsland     |       | 58.978231, 12.690794 | 10181000280001 | Ladda upp en bild av detta fornminne |
| Tösse 29:1                        | Röse                    |              | Tösse, Dalsland     |       | 58.999749, 12.702421 | 10181000290001 | Ladda upp en bild av detta fornminne |
| Tösse 30:1                        | Röse                    |              | Tösse, Dalsland     |       | 59.004159, 12.705858 | 10181000300001 | Ladda upp en bild av detta fornminne |
| Tösse 30:2                        | Röse                    |              | Tösse, Dalsland     |       | 59.004062, 12.705699 | 10181000300002 | Ladda upp en bild av detta fornminne |
| Tösse 30:3                        | Röse                    |              | Tösse, Dalsland     |       | 59.004151, 12.705516 | 10181000300003 | Ladda upp en bild av detta fornminne |
| Tösse 30:4                        | Röse                    |              | Tösse, Dalsland     |       | 59.004031, 12.705413 | 10181000300004 | Ladda upp en bild av detta fornminne |
| Tösse 31:1                        | Röse                    |              | Tösse, Dalsland     |       | 59.004738, 12.705397 | 10181000310001 | Ladda upp en bild av detta fornminne |
| Tösse 32:1                        | Stenkammargrav          |              | Tösse, Dalsland     |       | 59.015967, 12.669655 | 10181000320001 | Ladda upp en bild av detta fornminne |
| Tösse 33:1                        | Stenkammargrav          |              | Tösse, Dalsland     |       | 59.012194, 12.669526 | 10181000330001 | Ladda upp en bild av detta fornminne |
| Tösse 34:1                        | Röse                    |              | Tösse, Dalsland     |       | 59.016997, 12.638892 | 10181000340001 | Ladda upp en bild av detta fornminne |
| Tösse 35:1                        | Röse                    |              | Tösse, Dalsland     |       | 58.990054, 12.653872 | 10181000350001 | Ladda upp en bild av detta fornminne |
| Tösse 36:1                        | Stensättning            |              | Tösse, Dalsland     |       | 58.980777, 12.618411 | 10181000360001 | Ladda upp en bild av detta fornminne |
| Tösse 37:1                        | Stensättning            |              | Tösse, Dalsland     |       | 58.981673, 12.618367 | 10181000370001 | Ladda upp en bild av detta fornminne |
| Tösse 37:2                        | Stensättning            |              | Tösse, Dalsland     |       | 58.981531, 12.617982 | 10181000370002 | Ladda upp en bild av detta fornminne |
| Tösse 37:3                        | Stensättning            |              | Tösse, Dalsland     |       | 58.981503, 12.618203 | 10181000370003 | Ladda upp en bild av detta fornminne |
| Tösse 37:4                        | Stensättning            |              | Tösse, Dalsland     |       | 58.981639, 12.617817 | 10181000370004 | Ladda upp en bild av detta fornminne |
| Tösse 38:1                        | Stensättning            |              | Tösse, Dalsland     |       | 58.982093, 12.618418 | 10181000380001 | Ladda upp en bild av detta fornminne |
| Tösse 38:2                        | Stensättning            |              | Tösse, Dalsland     |       | 58.982208, 12.618511 | 10181000380002 | Ladda upp en bild av detta fornminne |
| Tösse 39:1                        | Gravfält                |              | Tösse, Dalsland     |       | 58.984748, 12.610258 | 10181000390001 | Ladda upp en bild av detta fornminne |
| Tösse 40:1                        | Stensättning            |              | Tösse, Dalsland     |       | 58.977717, 12.612234 | 10181000400001 | Ladda upp en bild av detta fornminne |
| Tösse 41:1                        | Grav- och boplatsområde |              | Tösse, Dalsland     |       | 58.984748, 12.634707 | 10181000410001 | Ladda upp en bild av detta fornminne |
| Tösse 42:1                        | Stensättning            |              | Tösse, Dalsland     |       | 58.994677, 12.614547 | 10181000420001 | Ladda upp en bild av detta fornminne |
| Tösse 42:2                        | Stenkrets               |              | Tösse, Dalsland     |       | 58.994638, 12.614785 | 10181000420002 | Ladda upp en bild av detta fornminne |
| Tösse 45:1                        | Röse                    |              | Tösse, Dalsland     |       | 58.999897, 12.610910 | 10181000450001 | Ladda upp en bild av detta fornminne |
| Tösse 46:1                        | Stensättning            |              | Tösse, Dalsland     |       | 59.000579, 12.611174 | 10181000460001 | Ladda upp en bild av detta fornminne |
| Tösse 47:1                        | Röse                    |              | Tösse, Dalsland     |       | 58.999900, 12.609601 | 10181000470001 | Ladda upp en bild av detta fornminne |
| Tösse 48:1                        | Röse                    |              | Tösse, Dalsland     |       | 58.997893, 12.611785 | 10181000480001 | Ladda upp en bild av detta fornminne |
| Tösse 50:1                        | Röse                    |              | Tösse, Dalsland     |       | 58.977095, 12.693386 | 10181000500001 | Ladda upp en bild av detta fornminne |
| Tösse 51:1                        | Stensättning            |              | Tösse, Dalsland     |       | 58.976994, 12.694297 | 10181000510001 | Ladda upp en bild av detta fornminne |
| Tösse 65:1                        | Stensättning            |              | Tösse, Dalsland     |       | 58.984293, 12.621708 | 10181000650001 | Ladda upp en bild av detta fornminne |
| Tösse 65:2                        | Stensättning            |              | Tösse, Dalsland     |       | 58.984653, 12.622327 | 10181000650002 | Ladda upp en bild av detta fornminne |
| Tösse 66:1                        | Stensättning            |              | Tösse, Dalsland     |       | 58.983995, 12.610188 | 10181000660001 | Ladda upp en bild av detta fornminne |
| Tösse 68:1                        | Stensättning            |              | Tösse, Dalsland     |       | 58.996479, 12.601301 | 10181000680001 | Ladda upp en bild av detta fornminne |
| Tösse 69:1                        | Stensättning            |              | Tösse, Dalsland     |       | 58.996838, 12.602136 | 10181000690001 | Ladda upp en bild av detta fornminne |
| Tösse 70:1                        | Stensättning            |              | Tösse, Dalsland     |       | 58.998012, 12.604468 | 10181000700001 | Ladda upp en bild av detta fornminne |
| Tösse 70:2                        | Stensättning            |              | Tösse, Dalsland     |       | 58.998050, 12.604703 | 10181000700002 | Ladda upp en bild av detta fornminne |
| Tösse 71:1                        | Röse                    |              | Tösse, Dalsland     |       | 58.971849, 12.690737 | 10181000710001 | Ladda upp en bild av detta fornminne |
| Tösse 72:1                        | Röse                    |              | Tösse, Dalsland     |       | 59.007681, 12.704676 | 10181000720001 | Ladda upp en bild av detta fornminne |
| Tösse 73:1                        | Stensättning            |              | Tösse, Dalsland     |       | 59.015428, 12.634786 | 10181000730001 | Ladda upp en bild av detta fornminne |
| Tösse 74:1                        | Stensättning            |              | Tösse, Dalsland     |       | 59.011718, 12.639187 | 10181000740001 | Ladda upp en bild av detta fornminne |
| Tösse 75:1                        | Stensättning            |              | Tösse, Dalsland     |       | 59.009372, 12.639183 | 10181000750001 | Ladda upp en bild av detta fornminne |
| Tösse 77:1                        | Hällristning            |              | Tösse, Dalsland     |       | 58.983402, 12.630013 | 10181000770001 | Ladda upp en bild av detta fornminne |
| Tösse 78:1                        | Stensättning            |              | Tösse, Dalsland     |       | 58.997189, 12.667461 | 10181000780001 | Ladda upp en bild av detta fornminne |
| Tösse 79:1                        | Stensättning            |              | Tösse, Dalsland     |       | 58.989587, 12.608405 | 10181000790001 | Ladda upp en bild av detta fornminne |
| Tösse 80:1                        | Gravfält                |              | Tösse, Dalsland     |       | 59.006156, 12.608739 | 10181000800001 | Ladda upp en bild av detta fornminne |
| Tösse 81:1                        | Stensättning            |              | Tösse, Dalsland     |       | 59.013693, 12.613384 | 10181000810001 | Ladda upp en bild av detta fornminne |
| Tösse 82:1                        | Hällristning            |              | Tösse, Dalsland     |       | 58.995290, 12.680098 | 10181000820001 | Ladda upp en bild av detta fornminne |
| Tösse 84:1                        | Gravfält                |              | Tösse, Dalsland     |       | 58.997342, 12.629486 | 10181000840001 | Ladda upp en bild av detta fornminne |
| Tösse 85:1                        | Gravfält                |              | Tösse, Dalsland     |       | 58.978140, 12.619867 | 10181000850001 | Ladda upp en bild av detta fornminne |
| Tösse 88:1                        | Stensättning            |              | Tösse, Dalsland     |       | 59.015368, 12.628373 | 10181000880001 | Ladda upp en bild av detta fornminne |
| Tösse 91:1                        | Stensättning            |              | Tösse, Dalsland     |       | 58.997922, 12.580896 | 10181000910001 | Ladda upp en bild av detta fornminne |
| Tösse 93:1                        | Stensättning            |              | Tösse, Dalsland     |       | 58.998854, 12.570478 | 10181000930001 | Ladda upp en bild av detta fornminne |
| Tösse 94:1                        | Stensättning            |              | Tösse, Dalsland     |       | 58.983243, 12.591910 | 10181000940001 | Ladda upp en bild av detta fornminne |
| Tösse 95:1                        | Stensättning            |              | Tösse, Dalsland     |       | 58.981467, 12.588118 | 10181000950001 | Ladda upp en bild av detta fornminne |
| Tösse 97:1                        | Röse                    |              | Tösse, Dalsland     |       | 58.981507, 12.594376 | 10181000970001 | Ladda upp en bild av detta fornminne |
| Tösse 97:2                        | Stensättning            |              | Tösse, Dalsland     |       | 58.981347, 12.594184 | 10181000970002 | Ladda upp en bild av detta fornminne |
| Tösse 97:3                        | Stensättning            |              | Tösse, Dalsland     |       | 58.981458, 12.594698 | 10181000970003 | Ladda upp en bild av detta fornminne |
| Tösse 98:1                        | Hällristning            |              | Tösse, Dalsland     |       | 58.978519, 12.646196 | 10181000980001 | Ladda upp en bild av detta fornminne |
| Tösse 98:2                        | Hällristning            |              | Tösse, Dalsland     |       | 58.978532, 12.646351 | 10181000980002 | Ladda upp en bild av detta fornminne |
| Tösse 99:1                        | Stensättning            |              | Tösse, Dalsland     |       | 58.985967, 12.670867 | 10181000990001 | Ladda upp en bild av detta fornminne |
| Tösse 100:1                       | Stensättning            |              | Tösse, Dalsland     |       | 58.981786, 12.596018 | 10181001000001 | Ladda upp en bild av detta fornminne |
| Tösse 101:1                       | Stensättning            |              | Tösse, Dalsland     |       | 58.967500, 12.643350 | 10181001010001 | Ladda upp en bild av detta fornminne |
| Tösse 101:2                       | Stensättning            |              | Tösse, Dalsland     |       | 58.967607, 12.644239 | 10181001010002 | Ladda upp en bild av detta fornminne |
| Tösse 103:1                       | Stensättning            |              | Tösse, Dalsland     |       | 58.968199, 12.688724 | 10181001030001 | Ladda upp en bild av detta fornminne |
| Tösse 111:1                       | Stensättning            |              | Tösse, Dalsland     |       | 59.017029, 12.642695 | 10181001110001 | Ladda upp en bild av detta fornminne |
| Tösse 112:1                       | Stensättning            |              | Tösse, Dalsland     |       | 58.999316, 12.612566 | 10181001120001 | Ladda upp en bild av detta fornminne |
| Tösse prästgård (Tösse 113:1)     | Röse                    |              | Tösse, Dalsland     |       | 58.987241, 12.660673 | 10181001130001 | Ladda upp en bild av detta fornminne |
| Tösse prästgård (Tösse 113:2)     | Röse                    |              | Tösse, Dalsland     |       | 58.987152, 12.660819 | 10181001130002 | Ladda upp en bild av detta fornminne |
| Tösse prästgård (Tösse 113:3)     | Stensättning            |              | Tösse, Dalsland     |       | 58.987204, 12.660496 | 10181001130003 | Ladda upp en bild av detta fornminne |
| Tösse prästgård (Tösse 113:4)     | Stensättning            |              | Tösse, Dalsland     |       | 58.987120, 12.660621 | 10181001130004 | Ladda upp en bild av detta fornminne |
| Tösse 117:1                       | Stensättning            |              | Tösse, Dalsland     |       | 59.010538, 12.690718 | 10181001170001 | Ladda upp en bild av detta fornminne |
| Tösse 118:1                       | Stensättning            |              | Tösse, Dalsland     |       | 59.000092, 12.699208 | 10181001180001 | Ladda upp en bild av detta fornminne |
| Tösse 119:1                       | Stenkammargrav          |              | Tösse, Dalsland     |       | 58.989079, 12.636421 | 10181001190001 | Ladda upp en bild av detta fornminne |
| Tösse 120:1                       | Stensättning            |              | Tösse, Dalsland     |       | 58.990534, 12.636972 | 10181001200001 | Ladda upp en bild av detta fornminne |
| Tösse 120:2                       | Stensättning            |              | Tösse, Dalsland     |       | 58.990679, 12.637241 | 10181001200002 | Ladda upp en bild av detta fornminne |
| Tösse 121:1                       | Stensättning            |              | Tösse, Dalsland     |       | 58.982431, 12.588282 | 10181001210001 | Ladda upp en bild av detta fornminne |
| Tösse 122:1                       | Stensättning            |              | Tösse, Dalsland     |       | 58.997489, 12.582219 | 10181001220001 | Ladda upp en bild av detta fornminne |
| Tösse 123:1                       | Stensättning            |              | Tösse, Dalsland     |       | 59.024365, 12.595583 | 10181001230001 | Ladda upp en bild av detta fornminne |
| Tösse 123:2                       | Röse                    |              | Tösse, Dalsland     |       | 59.024338, 12.594961 | 10181001230002 | Ladda upp en bild av detta fornminne |
| Tösse 124:1                       | Stensättning            |              | Tösse, Dalsland     |       | 58.992567, 12.595511 | 10181001240001 | Ladda upp en bild av detta fornminne |
| Tösse 126:1                       | Stenkammargrav          |              | Tösse, Dalsland     |       | 58.992653, 12.602115 | 10181001260001 | Ladda upp en bild av detta fornminne |
| Tösse 131:1                       | Stensättning            |              | Tösse, Dalsland     |       | 59.028580, 12.634278 | 10181001310001 | Ladda upp en bild av detta fornminne |
| Tösse 132:1                       | Stensättning            |              | Tösse, Dalsland     |       | 59.001851, 12.701343 | 10181001320001 | Ladda upp en bild av detta fornminne |

## Åmål
| Namn                    | Lämningstyp             | Tillkomsttid | Historisk indelning | Plats | Läge                 | ID-nr          | Bild                                 |
| ----------------------- | ----------------------- | ------------ | ------------------- | ----- | -------------------- | -------------- | ------------------------------------ |
| Åmål 1:1                | Stenkammargrav          |              | Åmål, Dalsland      |       | 59.093405, 12.688135 | 10182600010001 | Ladda upp en bild av detta fornminne |
| Åmål 2:1                | Röse                    |              | Åmål, Dalsland      |       | 59.088045, 12.694700 | 10182600020001 | Ladda upp en bild av detta fornminne |
| Åmål 2:2                | Stensättning            |              | Åmål, Dalsland      |       | 59.088161, 12.694550 | 10182600020002 | Ladda upp en bild av detta fornminne |
| Åmål 3:1                | Hög                     |              | Åmål, Dalsland      |       | 59.087709, 12.717495 | 10182600030001 | Ladda upp en bild av detta fornminne |
| Åmål 5:1                | Grav- och boplatsområde |              | Åmål, Dalsland      |       | 59.077618, 12.703037 | 10182600050001 | Ladda upp en bild av detta fornminne |
| Åmål 6:1                | Hög                     |              | Åmål, Dalsland      |       | 59.076198, 12.703247 | 10182600060001 | Ladda upp en bild av detta fornminne |
| Åmål 6:2                | Hög                     |              | Åmål, Dalsland      |       | 59.076346, 12.703290 | 10182600060002 | Ladda upp en bild av detta fornminne |
| Åmål 6:3                | Hög                     |              | Åmål, Dalsland      |       | 59.075880, 12.703338 | 10182600060003 | Ladda upp en bild av detta fornminne |
| Åmål 6:4                | Hög                     |              | Åmål, Dalsland      |       | 59.075742, 12.703450 | 10182600060004 | Ladda upp en bild av detta fornminne |
| Åmål 7:1                | Stensättning            |              | Åmål, Dalsland      |       | 59.041597, 12.747713 | 10182600070001 | Ladda upp en bild av detta fornminne |
| Åmål 8:1                | Röse                    |              | Åmål, Dalsland      |       | 59.040677, 12.750215 | 10182600080001 | Ladda upp en bild av detta fornminne |
| Åmål 9:1                | Röse                    |              | Åmål, Dalsland      |       | 59.040094, 12.750442 | 10182600090001 | Ladda upp en bild av detta fornminne |
| Åmål 10:1               | Stenkammargrav          |              | Åmål, Dalsland      |       | 59.061052, 12.620934 | 10182600100001 | Ladda upp en bild av detta fornminne |
| Domarkullen (Åmål 11:1) | Stenkrets               |              | Åmål, Dalsland      |       | 59.042767, 12.657384 | 10182600110001 | Ladda upp en bild av detta fornminne |
| Åmål 12:1               | Röse                    |              | Åmål, Dalsland      |       | 59.044215, 12.742452 | 10182600120001 | Ladda upp en bild av detta fornminne |
| Åmål 13:1               | Röse                    |              | Åmål, Dalsland      |       | 59.042760, 12.744714 | 10182600130001 | Ladda upp en bild av detta fornminne |
| Åmål 16:1               | Röse                    |              | Åmål, Dalsland      |       | 59.025618, 12.644995 | 10182600160001 | Ladda upp en bild av detta fornminne |
| Åmål 16:2               | Röse                    |              | Åmål, Dalsland      |       | 59.025506, 12.645209 | 10182600160002 | Ladda upp en bild av detta fornminne |
| Åmål 17:1               | Stensättning            |              | Åmål, Dalsland      |       | 59.023673, 12.643484 | 10182600170001 | Ladda upp en bild av detta fornminne |
| Åmål 18:1               | Stenkammargrav          |              | Åmål, Dalsland      |       | 59.018662, 12.688888 | 10182600180001 | Ladda upp en bild av detta fornminne |
| Jättegraven (Åmål 19:1) | Stenkammargrav          |              | Åmål, Dalsland      |       | 59.015233, 12.687484 | 10182600190001 | Ladda upp en bild av detta fornminne |
| Åmål 20:1               | Röse                    |              | Åmål, Dalsland      |       | 59.019259, 12.721672 | 10182600200001 | Ladda upp en bild av detta fornminne |
| Åmål 20:2               | Röse                    |              | Åmål, Dalsland      |       | 59.019635, 12.721839 | 10182600200002 | Ladda upp en bild av detta fornminne |
| Åmål 21:1               | Röse                    |              | Åmål, Dalsland      |       | 59.013238, 12.720578 | 10182600210001 | Ladda upp en bild av detta fornminne |
| Åmål 22:1               | Röse                    |              | Åmål, Dalsland      |       | 59.022716, 12.727501 | 10182600220001 | Ladda upp en bild av detta fornminne |
| Åmål 22:2               | Stensättning            |              | Åmål, Dalsland      |       | 59.022585, 12.727592 | 10182600220002 | Ladda upp en bild av detta fornminne |
| Åmål 23:1               | Stensättning            |              | Åmål, Dalsland      |       | 59.023887, 12.727859 | 10182600230001 | Ladda upp en bild av detta fornminne |
| Åmål 27:1               | Stenkammargrav          |              | Åmål, Dalsland      |       | 59.109752, 12.754506 | 10182600270001 | Ladda upp en bild av detta fornminne |
| Galten (Åmål 28:1)      | Röse                    |              | Åmål, Dalsland      |       | 59.008252, 12.715659 | 10182600280001 | Ladda upp en bild av detta fornminne |
| Åmål 37:1               | Stensättning            |              | Åmål, Dalsland      |       | 59.079141, 12.701455 | 10182600370001 | Ladda upp en bild av detta fornminne |
| Åmål 38:1               | Gravfält                |              | Åmål, Dalsland      |       | 59.076946, 12.702229 | 10182600380001 | Ladda upp en bild av detta fornminne |
| Åmål 40:1               | Hög                     |              | Åmål, Dalsland      |       | 59.081788, 12.703031 | 10182600400001 | Ladda upp en bild av detta fornminne |
| Åmål 40:2               | Stensättning            |              | Åmål, Dalsland      |       | 59.081698, 12.702821 | 10182600400002 | Ladda upp en bild av detta fornminne |
| Åmål 40:3               | Stensättning            |              | Åmål, Dalsland      |       | 59.081758, 12.703245 | 10182600400003 | Ladda upp en bild av detta fornminne |
| Åmål 46:1               | Gravfält                |              | Åmål, Dalsland      |       | 59.078813, 12.695605 | 10182600460001 | Ladda upp en bild av detta fornminne |
| Åmål 52:1               | Stensättning            |              | Åmål, Dalsland      |       | 59.089568, 12.692542 | 10182600520001 | Ladda upp en bild av detta fornminne |
| Åmål 53:1               | Stensättning            |              | Åmål, Dalsland      |       | 59.087410, 12.691766 | 10182600530001 | Ladda upp en bild av detta fornminne |
| Åmål 65:1               | Stensättning            |              | Åmål, Dalsland      |       | 59.089854, 12.725158 | 10182600650001 | Ladda upp en bild av detta fornminne |
| Åmål 67:1               | Stensättning            |              | Åmål, Dalsland      |       | 59.085796, 12.734600 | 10182600670001 | Ladda upp en bild av detta fornminne |
| Åmål 68:1               | Hög                     |              | Åmål, Dalsland      |       | 59.091807, 12.733257 | 10182600680001 | Ladda upp en bild av detta fornminne |
| Åmål 75:1               | Stensättning            |              | Åmål, Dalsland      |       | 59.123085, 12.734300 | 10182600750001 | Ladda upp en bild av detta fornminne |
| Åmål 81:1               | Stensättning            |              | Åmål, Dalsland      |       | 59.042970, 12.768645 | 10182600810001 | Ladda upp en bild av detta fornminne |
| Åmål 86:1               | Stensättning            |              | Åmål, Dalsland      |       | 59.060899, 12.747129 | 10182600860001 | Ladda upp en bild av detta fornminne |
| Bäcken (Åmål 96:1)      | Lägenhetsbebyggelse     |              | Åmål, Dalsland      |       | 59.052423, 12.671147 | 10182600960001 | Ladda upp en bild av detta fornminne |
| Åmål 98:1               | Stensättning            |              | Åmål, Dalsland      |       | 59.053006, 12.669836 | 10182600980001 | Ladda upp en bild av detta fornminne |
| Åmål 100:1              | Röse                    |              | Åmål, Dalsland      |       | 59.041358, 12.657045 | 10182601000001 | Ladda upp en bild av detta fornminne |
| Åmål 101:1              | Stensättning            |              | Åmål, Dalsland      |       | 59.033140, 12.657256 | 10182601010001 | Ladda upp en bild av detta fornminne |
| Åmål 105:1              | Stenkammargrav          |              | Åmål, Dalsland      |       | 59.047476, 12.659989 | 10182601050001 | Ladda upp en bild av detta fornminne |
| Åmål 111:1              | Stensättning            |              | Åmål, Dalsland      |       | 59.047974, 12.628145 | 10182601110001 | Ladda upp en bild av detta fornminne |
| Åmål 113:1              | Stensättning            |              | Åmål, Dalsland      |       | 59.048577, 12.629263 | 10182601130001 | Ladda upp en bild av detta fornminne |
| Åmål 126:1              | Stensättning            |              | Åmål, Dalsland      |       | 59.027973, 12.712922 | 10182601260001 | Ladda upp en bild av detta fornminne |
| Åmål 129:1              | Stensättning            |              | Åmål, Dalsland      |       | 59.015566, 12.690284 | 10182601290001 | Ladda upp en bild av detta fornminne |
| Åmål 129:2              | Stensättning            |              | Åmål, Dalsland      |       | 59.015228, 12.690786 | 10182601290002 | Ladda upp en bild av detta fornminne |
| Åmål 132:1              | Röse                    |              | Åmål, Dalsland      |       | 59.022892, 12.654629 | 10182601320001 | Ladda upp en bild av detta fornminne |
| Åmål 133:1              | Röse                    |              | Åmål, Dalsland      |       | 59.024456, 12.652821 | 10182601330001 | Ladda upp en bild av detta fornminne |
| Åmål 134:1              | Stensättning            |              | Åmål, Dalsland      |       | 59.027497, 12.647899 | 10182601340001 | Ladda upp en bild av detta fornminne |
| Åmål 144:1              | Begravningsplats        |              | Åmål, Dalsland      |       | 59.053257, 12.709461 | 10182601440001 | Ladda upp en bild av detta fornminne |

## Ånimskog
| Namn                              | Lämningstyp                 | Tillkomsttid | Historisk indelning | Plats | Läge                 | ID-nr          | Bild                                 |
| --------------------------------- | --------------------------- | ------------ | ------------------- | ----- | -------------------- | -------------- | ------------------------------------ |
| Ånimskog 1:1                      | Stenkammargrav              |              | Ånimskog, Dalsland  |       | 58.899629, 12.542362 | 10182700010001 | Ladda upp en bild av detta fornminne |
| Ånimskog 1:2                      | Hällristning                |              | Ånimskog, Dalsland  |       | 58.899629, 12.542362 | 10182700010002 | Ladda upp en bild av detta fornminne |
| Ånimskog 2:1                      | Fornborg                    |              | Ånimskog, Dalsland  |       | 58.856295, 12.530817 | 10182700020001 | Ladda upp en bild av detta fornminne |
| Ånimskog 3:1                      | Stensättning                |              | Ånimskog, Dalsland  |       | 58.849698, 12.544537 | 10182700030001 | Ladda upp en bild av detta fornminne |
| Ånimskog 3:2                      | Stensättning                |              | Ånimskog, Dalsland  |       | 58.849486, 12.544549 | 10182700030002 | Ladda upp en bild av detta fornminne |
| Ånimskog 3:3                      | Stensättning                |              | Ånimskog, Dalsland  |       | 58.849348, 12.544564 | 10182700030003 | Ladda upp en bild av detta fornminne |
| Ånimskog 4:1                      | Hällristning                |              | Ånimskog, Dalsland  |       | 58.873246, 12.537466 | 10182700040001 | Ladda upp en bild av detta fornminne |
| Ånimskog 5:1                      | Stensättning                |              | Ånimskog, Dalsland  |       | 58.838993, 12.544941 | 10182700050001 | Ladda upp en bild av detta fornminne |
| Ånimskog 5:2                      | Stensättning                |              | Ånimskog, Dalsland  |       | 58.838875, 12.544933 | 10182700050002 | Ladda upp en bild av detta fornminne |
| Ånimskog 6:1                      | Stensättning                |              | Ånimskog, Dalsland  |       | 58.831125, 12.546665 | 10182700060001 | Ladda upp en bild av detta fornminne |
| Ånimskog 7:1                      | Stensättning                |              | Ånimskog, Dalsland  |       | 58.857986, 12.540110 | 10182700070001 | Ladda upp en bild av detta fornminne |
| Ånimskog 8:1                      | Röse                        |              | Ånimskog, Dalsland  |       | 58.854425, 12.528262 | 10182700080001 | Ladda upp en bild av detta fornminne |
| Ånimskog 9:1                      | Röse                        |              | Ånimskog, Dalsland  |       | 58.856556, 12.523853 | 10182700090001 | Ladda upp en bild av detta fornminne |
| Ånimskog 10:1                     | Stensättning                |              | Ånimskog, Dalsland  |       | 58.837075, 12.535036 | 10182700100001 | Ladda upp en bild av detta fornminne |
| Ånimskog 12:1                     | Stenkammargrav              |              | Ånimskog, Dalsland  |       | 58.838567, 12.553765 | 10182700120001 | Ladda upp en bild av detta fornminne |
| Ånimskog 13:1                     | Röse                        |              | Ånimskog, Dalsland  |       | 58.848978, 12.520741 | 10182700130001 | Ladda upp en bild av detta fornminne |
| Ånimskog 13:2                     | Stensättning                |              | Ånimskog, Dalsland  |       | 58.848959, 12.520222 | 10182700130002 | Ladda upp en bild av detta fornminne |
| Ånimskog 14:1                     | Stensättning                |              | Ånimskog, Dalsland  |       | 58.893916, 12.549696 | 10182700140001 | Ladda upp en bild av detta fornminne |
| Ånimskog 14:2                     | Stensättning                |              | Ånimskog, Dalsland  |       | 58.894001, 12.549428 | 10182700140002 | Ladda upp en bild av detta fornminne |
| Ånimskog 14:3                     | Stensättning                |              | Ånimskog, Dalsland  |       | 58.893928, 12.549105 | 10182700140003 | Ladda upp en bild av detta fornminne |
| Ånimskog 15:1                     | Stensättning                |              | Ånimskog, Dalsland  |       | 58.874013, 12.446870 | 10182700150001 | Ladda upp en bild av detta fornminne |
| Ånimskog 16:1                     | Stenkammargrav              |              | Ånimskog, Dalsland  |       | 58.881802, 12.501064 | 10182700160001 | Ladda upp en bild av detta fornminne |
| Ånimskog 17:1                     | Röse                        |              | Ånimskog, Dalsland  |       | 58.835186, 12.486436 | 10182700170001 | Ladda upp en bild av detta fornminne |
| Ånimskog 18:1                     | Röse                        |              | Ånimskog, Dalsland  |       | 58.833965, 12.486830 | 10182700180001 | Ladda upp en bild av detta fornminne |
| Ånimskog 20:1                     | Hällristning                |              | Ånimskog, Dalsland  |       | 58.840971, 12.543625 | 10182700200001 | Ladda upp en bild av detta fornminne |
| Ånimskog 21:1                     | Hällristning                |              | Ånimskog, Dalsland  |       | 58.880086, 12.549332 | 10182700210001 | Ladda upp en bild av detta fornminne |
| Ånimskog 21:2                     | Hällristning                |              | Ånimskog, Dalsland  |       | 58.880026, 12.549262 | 10182700210002 | Ladda upp en bild av detta fornminne |
| Ånimskog 21:3                     | Hällristning                |              | Ånimskog, Dalsland  |       | 58.880085, 12.549193 | 10182700210003 | Ladda upp en bild av detta fornminne |
| Ånimskog 21:4                     | Hällristning                |              | Ånimskog, Dalsland  |       | 58.880278, 12.549424 | 10182700210004 | Ladda upp en bild av detta fornminne |
| Ånimskog 21:5                     | Hällristning                |              | Ånimskog, Dalsland  |       | 58.880414, 12.549703 | 10182700210005 | Ladda upp en bild av detta fornminne |
| Ånimskog 21:6                     | Hällristning                |              | Ånimskog, Dalsland  |       | 58.880485, 12.549726 | 10182700210006 | Ladda upp en bild av detta fornminne |
| Ånimskog 21:7                     | Hällristning                |              | Ånimskog, Dalsland  |       | 58.880690, 12.549444 | 10182700210007 | Ladda upp en bild av detta fornminne |
| Ånimskog 22:1                     | Hällristning                |              | Ånimskog, Dalsland  |       | 58.875509, 12.547888 | 10182700220001 | Ladda upp en bild av detta fornminne |
| Ånimskog 22:2                     | Hällristning                |              | Ånimskog, Dalsland  |       | 58.875454, 12.547815 | 10182700220002 | Ladda upp en bild av detta fornminne |
| Ånimskog 23:1                     | Hällristning                |              | Ånimskog, Dalsland  |       | 58.875700, 12.549304 | 10182700230001 | Ladda upp en bild av detta fornminne |
| Ånimskog 27:1                     | Hällristning                |              | Ånimskog, Dalsland  |       | 58.837535, 12.526134 | 10182700270001 | Ladda upp en bild av detta fornminne |
| Ånimskog 29:1                     | Hällristning                |              | Ånimskog, Dalsland  |       | 58.851266, 12.547072 | 10182700290001 | Ladda upp en bild av detta fornminne |
| Ånimskog 32:1                     | Hällristning                |              | Ånimskog, Dalsland  |       | 58.870232, 12.538215 | 10182700320001 | Ladda upp en bild av detta fornminne |
| Ånimskog 34:1                     | Hällristning                |              | Ånimskog, Dalsland  |       | 58.826829, 12.567386 | 10182700340001 | Ladda upp en bild av detta fornminne |
| Ånimskog 35:1                     | Hällristning                |              | Ånimskog, Dalsland  |       | 58.891384, 12.541883 | 10182700350001 | Ladda upp en bild av detta fornminne |
| Ånimskog 43:1                     | Stensättning                |              | Ånimskog, Dalsland  |       | 58.899150, 12.546403 | 10182700430001 | Ladda upp en bild av detta fornminne |
| Ånimskog 43:2                     | Stensättning                |              | Ånimskog, Dalsland  |       | 58.899572, 12.546344 | 10182700430002 | Ladda upp en bild av detta fornminne |
| Ånimskog 44:1                     | Hällristning                |              | Ånimskog, Dalsland  |       | 58.898915, 12.548647 | 10182700440001 | Ladda upp en bild av detta fornminne |
| Ånimskog 44:2                     | Hällristning                |              | Ånimskog, Dalsland  |       | 58.898870, 12.548480 | 10182700440002 | Ladda upp en bild av detta fornminne |
| Ånimskog 45:1                     | Stensättning                |              | Ånimskog, Dalsland  |       | 58.897280, 12.542146 | 10182700450001 | Ladda upp en bild av detta fornminne |
| Ånimskog 46:1                     | Hällristning                |              | Ånimskog, Dalsland  |       | 58.891247, 12.544409 | 10182700460001 | Ladda upp en bild av detta fornminne |
| Ånimskog 47:1                     | Hällristning                |              | Ånimskog, Dalsland  |       | 58.894738, 12.547612 | 10182700470001 | Ladda upp en bild av detta fornminne |
| Ånimskog 48:1                     | Stensättning                |              | Ånimskog, Dalsland  |       | 58.888990, 12.550580 | 10182700480001 | Ladda upp en bild av detta fornminne |
| Ånimskog 49:1                     | Grav markerad av sten/block |              | Ånimskog, Dalsland  |       | 58.886352, 12.550714 | 10182700490001 | Ladda upp en bild av detta fornminne |
| Ånimskog 49:2                     | Stensättning                |              | Ånimskog, Dalsland  |       | 58.886004, 12.550375 | 10182700490002 | Ladda upp en bild av detta fornminne |
| Ånimskog 50:1                     | Stensättning                |              | Ånimskog, Dalsland  |       | 58.885999, 12.553235 | 10182700500001 | Ladda upp en bild av detta fornminne |
| Ånimskog 50:2                     | Stensättning                |              | Ånimskog, Dalsland  |       | 58.886079, 12.553347 | 10182700500002 | Ladda upp en bild av detta fornminne |
| Ånimskog 50:3                     | Stensättning                |              | Ånimskog, Dalsland  |       | 58.886188, 12.553411 | 10182700500003 | Ladda upp en bild av detta fornminne |
| Ånimskog 52:1                     | Röse                        |              | Ånimskog, Dalsland  |       | 58.838926, 12.538018 | 10182700520001 | Ladda upp en bild av detta fornminne |
| Ånimskog 53:1                     | Stensättning                |              | Ånimskog, Dalsland  |       | 58.812674, 12.571156 | 10182700530001 | Ladda upp en bild av detta fornminne |
| Ånimskog 54:1                     | Stensättning                |              | Ånimskog, Dalsland  |       | 58.836941, 12.565882 | 10182700540001 | Ladda upp en bild av detta fornminne |
| Ånimskog 59:1                     | Stensättning                |              | Ånimskog, Dalsland  |       | 58.830322, 12.534039 | 10182700590001 | Ladda upp en bild av detta fornminne |
| Ånimskog 60:1                     | Stensättning                |              | Ånimskog, Dalsland  |       | 58.830485, 12.532960 | 10182700600001 | Ladda upp en bild av detta fornminne |
| Ånimskog 61:1                     | Stensättning                |              | Ånimskog, Dalsland  |       | 58.831368, 12.535496 | 10182700610001 | Ladda upp en bild av detta fornminne |
| Ånimskog 61:2                     | Stensättning                |              | Ånimskog, Dalsland  |       | 58.831374, 12.535727 | 10182700610002 | Ladda upp en bild av detta fornminne |
| Ånimskog 62:1                     | Stensättning                |              | Ånimskog, Dalsland  |       | 58.832510, 12.536559 | 10182700620001 | Ladda upp en bild av detta fornminne |
| Ånimskog 63:1                     | Stensättning                |              | Ånimskog, Dalsland  |       | 58.831927, 12.537123 | 10182700630001 | Ladda upp en bild av detta fornminne |
| Ånimskog 74:1                     | Hällristning                |              | Ånimskog, Dalsland  |       | 58.842643, 12.545230 | 10182700740001 | Ladda upp en bild av detta fornminne |
| Ånimskog 84:1                     | Hällristning                |              | Ånimskog, Dalsland  |       | 58.847082, 12.553597 | 10182700840001 | Ladda upp en bild av detta fornminne |
| Ånimskog 84:2                     | Hällristning                |              | Ånimskog, Dalsland  |       | 58.847007, 12.553730 | 10182700840002 | Ladda upp en bild av detta fornminne |
| Ånimskog 86:1                     | Stensättning                |              | Ånimskog, Dalsland  |       | 58.887383, 12.569614 | 10182700860001 | Ladda upp en bild av detta fornminne |
| Ånimskog 86:2                     | Stensättning                |              | Ånimskog, Dalsland  |       | 58.887257, 12.569512 | 10182700860002 | Ladda upp en bild av detta fornminne |
| Ånimskog 87:1                     | Stensättning                |              | Ånimskog, Dalsland  |       | 58.886017, 12.569597 | 10182700870001 | Ladda upp en bild av detta fornminne |
| Ånimskog 87:2                     | Stensättning                |              | Ånimskog, Dalsland  |       | 58.885855, 12.569849 | 10182700870002 | Ladda upp en bild av detta fornminne |
| Ånimskog 88:1                     | Hällristning                |              | Ånimskog, Dalsland  |       | 58.893783, 12.576158 | 10182700880001 | Ladda upp en bild av detta fornminne |
| Ånimskog 89:1                     | Hällristning                |              | Ånimskog, Dalsland  |       | 58.894261, 12.576546 | 10182700890001 | Ladda upp en bild av detta fornminne |
| Ånimskog 92:1                     | Stensättning                |              | Ånimskog, Dalsland  |       | 58.874559, 12.603853 | 10182700920001 | Ladda upp en bild av detta fornminne |
| Ånimskog 93:1                     | Hällristning                |              | Ånimskog, Dalsland  |       | 58.873660, 12.588393 | 10182700930001 | Ladda upp en bild av detta fornminne |
| Ånimskog 94:1                     | Hällristning                |              | Ånimskog, Dalsland  |       | 58.872418, 12.588588 | 10182700940001 | Ladda upp en bild av detta fornminne |
| Ånimskog 96:1                     | Röse                        |              | Ånimskog, Dalsland  |       | 58.865504, 12.578630 | 10182700960001 | Ladda upp en bild av detta fornminne |
| Ånimskog 97:1                     | Stensättning                |              | Ånimskog, Dalsland  |       | 58.863433, 12.578002 | 10182700970001 | Ladda upp en bild av detta fornminne |
| Ånimskog 98:1                     | Stensättning                |              | Ånimskog, Dalsland  |       | 58.860834, 12.572594 | 10182700980001 | Ladda upp en bild av detta fornminne |
| Ånimskog 99:1                     | Stensättning                |              | Ånimskog, Dalsland  |       | 58.812623, 12.601501 | 10182700990001 | Ladda upp en bild av detta fornminne |
| Ånimskog 101:1                    | Stensättning                |              | Ånimskog, Dalsland  |       | 58.888762, 12.569942 | 10182701010001 | Ladda upp en bild av detta fornminne |
| Ånimskog 101:2                    | Stensättning                |              | Ånimskog, Dalsland  |       | 58.888637, 12.569979 | 10182701010002 | Ladda upp en bild av detta fornminne |
| Ånimskog 102:1                    | Röse                        |              | Ånimskog, Dalsland  |       | 58.889519, 12.570721 | 10182701020001 | Ladda upp en bild av detta fornminne |
| Ånimskog 103:1                    | Gravfält                    |              | Ånimskog, Dalsland  |       | 58.884891, 12.567384 | 10182701030001 | Ladda upp en bild av detta fornminne |
| Ånimskog 104:1                    | Röse                        |              | Ånimskog, Dalsland  |       | 58.892349, 12.566882 | 10182701040001 | Ladda upp en bild av detta fornminne |
| Ånimskog 106:1                    | Stenkammargrav              |              | Ånimskog, Dalsland  |       | 58.884409, 12.556243 | 10182701060001 | Ladda upp en bild av detta fornminne |
| Ånimskog 107:1                    | Stensättning                |              | Ånimskog, Dalsland  |       | 58.887334, 12.583633 | 10182701070001 | Ladda upp en bild av detta fornminne |
| Ånimskog 108:1                    | Hällristning                |              | Ånimskog, Dalsland  |       | 58.887578, 12.578355 | 10182701080001 | Ladda upp en bild av detta fornminne |
| Ånimskog 108:2                    | Hällristning                |              | Ånimskog, Dalsland  |       | 58.887476, 12.578148 | 10182701080002 | Ladda upp en bild av detta fornminne |
| Ånimskog 109:1                    | Hällristning                |              | Ånimskog, Dalsland  |       | 58.888635, 12.580535 | 10182701090001 | Ladda upp en bild av detta fornminne |
| Ånimskog 110:1                    | Hällristning                |              | Ånimskog, Dalsland  |       | 58.890678, 12.580408 | 10182701100001 | Ladda upp en bild av detta fornminne |
| Ånimskog 111:1                    | Hällristning                |              | Ånimskog, Dalsland  |       | 58.885672, 12.577168 | 10182701110001 | Ladda upp en bild av detta fornminne |
| Ånimskog 113:1                    | Stensättning                |              | Ånimskog, Dalsland  |       | 58.876864, 12.575649 | 10182701130001 | Ladda upp en bild av detta fornminne |
| Ånimskog 113:2                    | Stensättning                |              | Ånimskog, Dalsland  |       | 58.876581, 12.574938 | 10182701130002 | Ladda upp en bild av detta fornminne |
| Ånimskog 113:3                    | Stensättning                |              | Ånimskog, Dalsland  |       | 58.876294, 12.574976 | 10182701130003 | Ladda upp en bild av detta fornminne |
| Ånimskog 113:4                    | Stensättning                |              | Ånimskog, Dalsland  |       | 58.875976, 12.574099 | 10182701130004 | Ladda upp en bild av detta fornminne |
| Ånimskog 114:1                    | Stensättning                |              | Ånimskog, Dalsland  |       | 58.878047, 12.575729 | 10182701140001 | Ladda upp en bild av detta fornminne |
| Ånimskog 115:1                    | Stensättning                |              | Ånimskog, Dalsland  |       | 58.878088, 12.576992 | 10182701150001 | Ladda upp en bild av detta fornminne |
| Ånimskog 115:2                    | Stensättning                |              | Ånimskog, Dalsland  |       | 58.878587, 12.577047 | 10182701150002 | Ladda upp en bild av detta fornminne |
| Ånimskog 115:3                    | Stensättning                |              | Ånimskog, Dalsland  |       | 58.879037, 12.576794 | 10182701150003 | Ladda upp en bild av detta fornminne |
| Ånimskog 116:1                    | Stensättning                |              | Ånimskog, Dalsland  |       | 58.877211, 12.576392 | 10182701160001 | Ladda upp en bild av detta fornminne |
| Ånimskog 117:1                    | Hällristning                |              | Ånimskog, Dalsland  |       | 58.889242, 12.580299 | 10182701170001 | Ladda upp en bild av detta fornminne |
| Ånimskog 117:2                    | Hällristning                |              | Ånimskog, Dalsland  |       | 58.889381, 12.580513 | 10182701170002 | Ladda upp en bild av detta fornminne |
| Ånimskog 118:1                    | Stensättning                |              | Ånimskog, Dalsland  |       | 58.887876, 12.595525 | 10182701180001 | Ladda upp en bild av detta fornminne |
| Ånimskog 120:1                    | Stensättning                |              | Ånimskog, Dalsland  |       | 58.857693, 12.564222 | 10182701200001 | Ladda upp en bild av detta fornminne |
| Ånimskog 120:2                    | Stensättning                |              | Ånimskog, Dalsland  |       | 58.857787, 12.564983 | 10182701200002 | Ladda upp en bild av detta fornminne |
| Ånimskog 121:1                    | Röse                        |              | Ånimskog, Dalsland  |       | 58.856604, 12.565034 | 10182701210001 | Ladda upp en bild av detta fornminne |
| Ånimskog 121:2                    | Stensättning                |              | Ånimskog, Dalsland  |       | 58.857063, 12.565010 | 10182701210002 | Ladda upp en bild av detta fornminne |
| Ånimskog 121:3                    | Stensättning                |              | Ånimskog, Dalsland  |       | 58.857306, 12.565096 | 10182701210003 | Ladda upp en bild av detta fornminne |
| Ånimskog 121:4                    | Stensättning                |              | Ånimskog, Dalsland  |       | 58.857006, 12.564092 | 10182701210004 | Ladda upp en bild av detta fornminne |
| Ånimskog 121:5                    | Stensättning                |              | Ånimskog, Dalsland  |       | 58.856887, 12.564080 | 10182701210005 | Ladda upp en bild av detta fornminne |
| Ånimskog 122:1                    | Stensättning                |              | Ånimskog, Dalsland  |       | 58.857162, 12.566061 | 10182701220001 | Ladda upp en bild av detta fornminne |
| Ånimskog 123:1                    | Röse                        |              | Ånimskog, Dalsland  |       | 58.853890, 12.564423 | 10182701230001 | Ladda upp en bild av detta fornminne |
| Jätteröset (Ånimskog 124:1)       | Röse                        |              | Ånimskog, Dalsland  |       | 58.842480, 12.569084 | 10182701240001 | Ladda upp en bild av detta fornminne |
| Ånimskog 125:1                    | Röse                        |              | Ånimskog, Dalsland  |       | 58.838944, 12.614448 | 10182701250001 | Ladda upp en bild av detta fornminne |
| Ånimskog 126:1                    | Röse                        |              | Ånimskog, Dalsland  |       | 58.831101, 12.611152 | 10182701260001 | Ladda upp en bild av detta fornminne |
| Ånimskog 127:1                    | Röse                        |              | Ånimskog, Dalsland  |       | 58.838435, 12.608561 | 10182701270001 | Ladda upp en bild av detta fornminne |
| Ånimskog 128:1                    | Fornborg                    |              | Ånimskog, Dalsland  |       | 58.837787, 12.566805 | 10182701280001 | Ladda upp en bild av detta fornminne |
| Ånimskog 129:1                    | Röse                        |              | Ånimskog, Dalsland  |       | 58.813910, 12.570653 | 10182701290001 | Ladda upp en bild av detta fornminne |
| Ånimskog 130:1                    | Röse                        |              | Ånimskog, Dalsland  |       | 58.812919, 12.581769 | 10182701300001 | Ladda upp en bild av detta fornminne |
| Ånimskog 131:1                    | Röse                        |              | Ånimskog, Dalsland  |       | 58.810423, 12.580400 | 10182701310001 | Ladda upp en bild av detta fornminne |
| Ånimskog 132:1                    | Stensättning                |              | Ånimskog, Dalsland  |       | 58.876349, 12.599789 | 10182701320001 | Ladda upp en bild av detta fornminne |
| Ånimskog 133:1                    | Hällristning                |              | Ånimskog, Dalsland  |       | 58.878330, 12.591832 | 10182701330001 | Ladda upp en bild av detta fornminne |
| Ånimskog 133:2                    | Hällristning                |              | Ånimskog, Dalsland  |       | 58.878386, 12.591718 | 10182701330002 | Ladda upp en bild av detta fornminne |
| Ånimskog 133:3                    | Hällristning                |              | Ånimskog, Dalsland  |       | 58.878406, 12.591562 | 10182701330003 | Ladda upp en bild av detta fornminne |
| Ånimskog 133:4                    | Hällristning                |              | Ånimskog, Dalsland  |       | 58.878539, 12.591206 | 10182701330004 | Ladda upp en bild av detta fornminne |
| Jättestuguberget (Ånimskog 134:1) | Röse                        |              | Ånimskog, Dalsland  |       | 58.873518, 12.585374 | 10182701340001 | Ladda upp en bild av detta fornminne |
| Ånimskog 135:1                    | Röse                        |              | Ånimskog, Dalsland  |       | 58.870959, 12.584513 | 10182701350001 | Ladda upp en bild av detta fornminne |
| Ånimskog 135:2                    | Röse                        |              | Ånimskog, Dalsland  |       | 58.870826, 12.584231 | 10182701350002 | Ladda upp en bild av detta fornminne |
| Ånimskog 135:3                    | Stensättning                |              | Ånimskog, Dalsland  |       | 58.870907, 12.584102 | 10182701350003 | Ladda upp en bild av detta fornminne |
| Ånimskog 136:1                    | Stensättning                |              | Ånimskog, Dalsland  |       | 58.867917, 12.580160 | 10182701360001 | Ladda upp en bild av detta fornminne |
| Ånimskog 136:2                    | Stensättning                |              | Ånimskog, Dalsland  |       | 58.867688, 12.580096 | 10182701360002 | Ladda upp en bild av detta fornminne |
| Ånimskog 137:1                    | Röse                        |              | Ånimskog, Dalsland  |       | 58.866260, 12.579141 | 10182701370001 | Ladda upp en bild av detta fornminne |
| Ånimskog 138:1                    | Stensättning                |              | Ånimskog, Dalsland  |       | 58.873360, 12.590450 | 10182701380001 | Ladda upp en bild av detta fornminne |
| Ånimskog 138:2                    | Stensättning                |              | Ånimskog, Dalsland  |       | 58.873552, 12.590633 | 10182701380002 | Ladda upp en bild av detta fornminne |
| Ånimskog 139:1                    | Stensättning                |              | Ånimskog, Dalsland  |       | 58.866039, 12.597560 | 10182701390001 | Ladda upp en bild av detta fornminne |
| Ånimskog 140:1                    | Stensättning                |              | Ånimskog, Dalsland  |       | 58.853094, 12.603296 | 10182701400001 | Ladda upp en bild av detta fornminne |
| Ånimskog 140:2                    | Stensättning                |              | Ånimskog, Dalsland  |       | 58.853250, 12.603317 | 10182701400002 | Ladda upp en bild av detta fornminne |
| Ånimskog 140:3                    | Stensättning                |              | Ånimskog, Dalsland  |       | 58.853649, 12.603011 | 10182701400003 | Ladda upp en bild av detta fornminne |
| Ånimskog 140:4                    | Hällristning                |              | Ånimskog, Dalsland  |       | 58.854035, 12.602665 | 10182701400004 | Ladda upp en bild av detta fornminne |
| Ånimskog 141:1                    | Stensättning                |              | Ånimskog, Dalsland  |       | 58.848737, 12.608371 | 10182701410001 | Ladda upp en bild av detta fornminne |
| Ånimskog 142:1                    | Stensättning                |              | Ånimskog, Dalsland  |       | 58.811910, 12.569245 | 10182701420001 | Ladda upp en bild av detta fornminne |
| Ånimskog 143:1                    | Röse                        |              | Ånimskog, Dalsland  |       | 58.813055, 12.593541 | 10182701430001 | Ladda upp en bild av detta fornminne |
| Ånimskog 143:2                    | Röse                        |              | Ånimskog, Dalsland  |       | 58.813046, 12.593303 | 10182701430002 | Ladda upp en bild av detta fornminne |
| Ånimskog 144:1                    | Röse                        |              | Ånimskog, Dalsland  |       | 58.815254, 12.595768 | 10182701440001 | Ladda upp en bild av detta fornminne |
| Ånimskog 145:1                    | Röse                        |              | Ånimskog, Dalsland  |       | 58.818418, 12.594032 | 10182701450001 | Ladda upp en bild av detta fornminne |
| Ånimskog 146:1                    | Röse                        |              | Ånimskog, Dalsland  |       | 58.818984, 12.594652 | 10182701460001 | Ladda upp en bild av detta fornminne |
| Ånimskog 147:1                    | Röse                        |              | Ånimskog, Dalsland  |       | 58.817940, 12.592425 | 10182701470001 | Ladda upp en bild av detta fornminne |
| Ånimskog 148:1                    | Stensättning                |              | Ånimskog, Dalsland  |       | 58.816944, 12.590406 | 10182701480001 | Ladda upp en bild av detta fornminne |
| Ånimskog 149:1                    | Röse                        |              | Ånimskog, Dalsland  |       | 58.870923, 12.648317 | 10182701490001 | Ladda upp en bild av detta fornminne |
| Ånimskog 149:2                    | Stensättning                |              | Ånimskog, Dalsland  |       | 58.870501, 12.647841 | 10182701490002 | Ladda upp en bild av detta fornminne |
| Ånimskog 149:3                    | Stensättning                |              | Ånimskog, Dalsland  |       | 58.870549, 12.647561 | 10182701490003 | Ladda upp en bild av detta fornminne |
| Ånimskog 150:1                    | Stensättning                |              | Ånimskog, Dalsland  |       | 58.871195, 12.651873 | 10182701500001 | Ladda upp en bild av detta fornminne |
| Ånimskog 151:1                    | Röse                        |              | Ånimskog, Dalsland  |       | 58.873882, 12.654444 | 10182701510001 | Ladda upp en bild av detta fornminne |
| Ånimskog 152:1                    | Stensättning                |              | Ånimskog, Dalsland  |       | 58.851600, 12.621461 | 10182701520001 | Ladda upp en bild av detta fornminne |
| Ånimskog 153:1                    | Stensättning                |              | Ånimskog, Dalsland  |       | 58.851436, 12.622926 | 10182701530001 | Ladda upp en bild av detta fornminne |
| Ånimskog 154:1                    | Röse                        |              | Ånimskog, Dalsland  |       | 58.844209, 12.619674 | 10182701540001 | Ladda upp en bild av detta fornminne |
| Ånimskog 155:1                    | Stensättning                |              | Ånimskog, Dalsland  |       | 58.843555, 12.620545 | 10182701550001 | Ladda upp en bild av detta fornminne |
| Ånimskog 156:1                    | Stensättning                |              | Ånimskog, Dalsland  |       | 58.864424, 12.604223 | 10182701560001 | Ladda upp en bild av detta fornminne |
| Ånimskog 157:1                    | Röse                        |              | Ånimskog, Dalsland  |       | 58.857863, 12.630373 | 10182701570001 | Ladda upp en bild av detta fornminne |
| Ånimskog 158:1                    | Stensättning                |              | Ånimskog, Dalsland  |       | 58.832326, 12.603475 | 10182701580001 | Ladda upp en bild av detta fornminne |
| Ånimskog 159:1                    | Stensättning                |              | Ånimskog, Dalsland  |       | 58.817218, 12.594493 | 10182701590001 | Ladda upp en bild av detta fornminne |
| Ånimskog 160:1                    | Röse                        |              | Ånimskog, Dalsland  |       | 58.822691, 12.593416 | 10182701600001 | Ladda upp en bild av detta fornminne |
| Ånimskog 161:1                    | Röse                        |              | Ånimskog, Dalsland  |       | 58.856919, 12.619135 | 10182701610001 | Ladda upp en bild av detta fornminne |
| Ånimskog 162:1                    | Röse                        |              | Ånimskog, Dalsland  |       | 58.897009, 12.593084 | 10182701620001 | Ladda upp en bild av detta fornminne |
| Ånimskog 162:2                    | Stensättning                |              | Ånimskog, Dalsland  |       | 58.896888, 12.593897 | 10182701620002 | Ladda upp en bild av detta fornminne |
| Ånimskog 164:1                    | Stensättning                |              | Ånimskog, Dalsland  |       | 58.904891, 12.515118 | 10182701640001 | Ladda upp en bild av detta fornminne |
| Ånimskog 164:2                    | Stensättning                |              | Ånimskog, Dalsland  |       | 58.904840, 12.515502 | 10182701640002 | Ladda upp en bild av detta fornminne |
| Ånimskog 164:3                    | Stensättning                |              | Ånimskog, Dalsland  |       | 58.904930, 12.515612 | 10182701640003 | Ladda upp en bild av detta fornminne |
| Ånimskog 164:4                    | Stensättning                |              | Ånimskog, Dalsland  |       | 58.904702, 12.515414 | 10182701640004 | Ladda upp en bild av detta fornminne |
| Ånimskog 168:1                    | Stensättning                |              | Ånimskog, Dalsland  |       | 58.852679, 12.564655 | 10182701680001 | Ladda upp en bild av detta fornminne |
| Ånimskog 168:2                    | Stensättning                |              | Ånimskog, Dalsland  |       | 58.852537, 12.564586 | 10182701680002 | Ladda upp en bild av detta fornminne |
| Ånimskog 169:1                    | Hällristning                |              | Ånimskog, Dalsland  |       | 58.865233, 12.565139 | 10182701690001 | Ladda upp en bild av detta fornminne |
| Ånimskog 170:1                    | Hällristning                |              | Ånimskog, Dalsland  |       | 58.849433, 12.558355 | 10182701700001 | Ladda upp en bild av detta fornminne |
| Ånimskog 170:2                    | Stensättning                |              | Ånimskog, Dalsland  |       | 58.849508, 12.558458 | 10182701700002 | Ladda upp en bild av detta fornminne |
| Ånimskog 170:3                    | Hällristning                |              | Ånimskog, Dalsland  |       | 58.849144, 12.558871 | 10182701700003 | Ladda upp en bild av detta fornminne |
| Ånimskog 172:1                    | Hällristning                |              | Ånimskog, Dalsland  |       | 58.847340, 12.557640 | 10182701720001 | Ladda upp en bild av detta fornminne |
| Ånimskog 174:1                    | Stensättning                |              | Ånimskog, Dalsland  |       | 58.857281, 12.540111 | 10182701740001 | Ladda upp en bild av detta fornminne |
| Ånimskog 176:1                    | Stensättning                |              | Ånimskog, Dalsland  |       | 58.891981, 12.547075 | 10182701760001 | Ladda upp en bild av detta fornminne |
| Ånimskog 176:2                    | Stensättning                |              | Ånimskog, Dalsland  |       | 58.891911, 12.546969 | 10182701760002 | Ladda upp en bild av detta fornminne |
| Ånimskog 176:3                    | Stensättning                |              | Ånimskog, Dalsland  |       | 58.891848, 12.546847 | 10182701760003 | Ladda upp en bild av detta fornminne |
| Ånimskog 178:1                    | Stensättning                |              | Ånimskog, Dalsland  |       | 58.859863, 12.542274 | 10182701780001 | Ladda upp en bild av detta fornminne |
| Ånimskog 178:2                    | Stensättning                |              | Ånimskog, Dalsland  |       | 58.859654, 12.542205 | 10182701780002 | Ladda upp en bild av detta fornminne |
| Ånimskog 181:1                    | Stensättning                |              | Ånimskog, Dalsland  |       | 58.890171, 12.586528 | 10182701810001 | Ladda upp en bild av detta fornminne |
| Ånimskog 187:1                    | Stensättning                |              | Ånimskog, Dalsland  |       | 58.875314, 12.614731 | 10182701870001 | Ladda upp en bild av detta fornminne |
| Ånimskog 188:1                    | Stensättning                |              | Ånimskog, Dalsland  |       | 58.874380, 12.615418 | 10182701880001 | Ladda upp en bild av detta fornminne |
| Ånimskog 189:1                    | Stensättning                |              | Ånimskog, Dalsland  |       | 58.876972, 12.612172 | 10182701890001 | Ladda upp en bild av detta fornminne |
| Ånimskog 189:2                    | Stensättning                |              | Ånimskog, Dalsland  |       | 58.876796, 12.612331 | 10182701890002 | Ladda upp en bild av detta fornminne |
| Ånimskog 190:1                    | Stensättning                |              | Ånimskog, Dalsland  |       | 58.880070, 12.608835 | 10182701900001 | Ladda upp en bild av detta fornminne |
| Ånimskog 197:1                    | Stensättning                |              | Ånimskog, Dalsland  |       | 58.879679, 12.605089 | 10182701970001 | Ladda upp en bild av detta fornminne |
| Ånimskog 198:1                    | Stensättning                |              | Ånimskog, Dalsland  |       | 58.876337, 12.603511 | 10182701980001 | Ladda upp en bild av detta fornminne |
| Ånimskog 199:1                    | Hällristning                |              | Ånimskog, Dalsland  |       | 58.887525, 12.592567 | 10182701990001 | Ladda upp en bild av detta fornminne |
| Ånimskog 201:1                    | Hällristning                |              | Ånimskog, Dalsland  |       | 58.893512, 12.575036 | 10182702010001 | Ladda upp en bild av detta fornminne |
| Ånimskog 202:1                    | Hällristning                |              | Ånimskog, Dalsland  |       | 58.893740, 12.574282 | 10182702020001 | Ladda upp en bild av detta fornminne |
| Ånimskog 208:1                    | Stensättning                |              | Ånimskog, Dalsland  |       | 58.906609, 12.596974 | 10182702080001 | Ladda upp en bild av detta fornminne |
| Ånimskog 208:2                    | Stensättning                |              | Ånimskog, Dalsland  |       | 58.906515, 12.596876 | 10182702080002 | Ladda upp en bild av detta fornminne |
| Ånimskog 252                      | Stensättning                |              | Ånimskog, Dalsland  |       | 58.847385, 12.573408 | 12000000114532 | Ladda upp en bild av detta fornminne |
| Ånimskog 255                      | Stensättning                |              | Ånimskog, Dalsland  |       | 58.843282, 12.577944 | 12000000114535 | Ladda upp en bild av detta fornminne |
| Fröskog 5:1                       | Stensättning                |              | Ånimskog, Dalsland  |       | 58.934175, 12.474324 | 10166300050001 | Ladda upp en bild av detta fornminne |